# Abrau
El llac Abrau - Абрау (rus) - és un llac petit càrstic d'aigua dolça de Rússia que es troba a l'extrem occidental de la península d'Abrau, molt a prop de la costa de la mar Negra, a 14 km al nord-oest de Novorossiïsk. Administrativament pertany al krai de Krasnodar.
Té una llargària màxima de 2.600 m i una amplària de 600 m, amb una superfície d'1,6 km². La seva profunditat màxima, que a començaments del segle xx era de fins a 35 m, no passa avui dia dels 10 m. El llac Abrau no té emissari. L'origen del llac queda, per tant, incert.
La conca del llac és una important regió vitivinícola. Hi ha diverses bodegues al voltant d'Abrau-Diursó, a la vora del llac, que produeixen un vi espumós de renom a Rússia.